# Пётр Патрикий
Пётр Патрикий (Патриций) — высший византийский государственный деятель, дипломат и историк эпохи Юстиниана I (527—565).
Будучи хорошо образованным и успешным юристом, он неоднократно отправлялся с миссиями в королевство остготов. Его дипломатические таланты не смогли предотвратить наступление войны, и несколько лет ему пришлось провести в заключении в Равенне. После освобождения он был назначен на пост магистра оффиций, главой императорского секретариата, и занимал эту должность 26 лет. В этом качестве он являлся одним из главных придворных императора Юстиниана I, играя важную роль в его религиозной политике и отношениях с Персией. Среди его достижений — переговоры, завершившие мирным договором длившуюся 20 лет Лазскую войну (541—562).
Пётр Патрикий является автором исторических сочинений, из которых до нашего времени дошли фрагменты, являющиеся уникальным источником по церемониям ранней Византийской империи и византийско-персидским отношениям того времени. Трактат «О политической науке», долгое время приписывавшийся Петру, в настоящее время считается анонимным.

## Биография

### Начало карьеры
Пётр родился около 500 года. Согласно Прокопию Кесарийскому, по происхождению он был иллирийцем и родился в Фессалониках, однако, по версии Феофилакта Симокатты, он был родом из Солахона, расположенного около Дары в Месопотамии. После изучения юриспруденции Пётр открыл успешную юридическую практику в Константинополе, чем привлёк к себе внимание императрицы.
В 534 году, благодаря своим ораторским способностям, он был включён в императорское посольство, отправленное к остготскому двору в Равенне, где в то время за влияние боролись королева Амаласунта, регентша при юном короле Аталарихе, и её родственник Теодахад. После смерти Аталариха Теодахад захватил трон, заключил в тюрьму Амаласунту и направил Юстиниану послание с просьбой о признании. Пётр встретил остготских послов в Аулоне и послал запрос в Константинополь о новых инструкциях. Юстиниан приказал ему передать Теодахаду послание, в котором Амаласунта объявлялась находящейся под покровительством императора. Тем не менее, ко времени прибытия Петра в Италию Амаласунта была убита. Рассказ Прокопия в «Войне с готами» в этом месте неоднозначен, а в «Тайной истории» он явно обвиняет Петра в причастности к убийству Амаласунты по приказу Феодоры. Какими бы ни были тайные договорённости между Феодорой и Теодахадом, Пётр осудил это убийство и «заявил, что, так как они совершили столь ужасное преступление, то и с ними самими император будет вести беспощадную войну».
Затем Пётр вернулся в Константинополь с письмом от Теодахада и римского Сената к императорской чете, выражающим надежду на мирное разрешение конфликта, однако к моменту его прибытия в столицу Юстиниан принял решение начать войну и начал собирать войска. Вслед за этим Пётр вновь отправился в Италию летом 535 года с ультиматумом: только отречение Теодахада и возвращение Италии в имперское правление способны были предотвратить войну. Вскоре с двух направлений началось византийское наступление, нацеленное на удалённые части остготского королевства: Велизарий захватил Сицилию, Мунд вторгся в Далмацию. Узнав об этом, Теодахад впал в отчаяние, и Пётр смог получить от него значительные уступки: Сицилия уступалась империи, власть готского короля над Италией существенно ограничивалась, золотая корона должна была ежегодно отсылаться в качестве дани, равно как и 3 тысячи солдат в императорскую армию. Теодахад, однако, опасаясь, что его первое предложение будет отвергнуто, попросил Петра поклясться, что предложение о полной уступке Италии будет сделано только после того, как будет отвергнуто первоначальное предложение. Так и произошло — первое предложение было отвергнуто, и ему было открыто второе. Пётр был отправлен обратно в Италию с письмом к Теодахаду и готским вождям, и некоторое время казалось, что колыбель империи будет возвращена мирным путём. Этого не произошло: по прибытии в Равенну в апреле 536 года византийское посольство обнаружило Теодахада изменившим свои планы. Поддерживаемый готской знатью и воодушевлённый успехами в Далмации, он принял решение сопротивляться и заключил послов под стражу.

### Магистр оффиций
Пётр оставался в заключении три года, пока не был освобождён в июне/июле 539 года новым готским королём Витигисом в обмен на готских послов, отправленных в Персию и захваченных византийцами. В качестве награды за службу Юстиниан назначил Петра магистром оффиций, то есть на одну из высших позиций в государственном аппарате, в ведении которого находились дворцовый секретариат, императорская стража (лат. Scholae Palatinae) и тайная полиция. Он занимал этот пост 26 лет, дольше, чем кто-либо до или после него. В это же время или вскоре после ему были присвоены высший титул патриция и высший сенаторский титул gloriosissimus. Также он был награждён почётным званием римского консула. Как магистр он принимал участие в дискуссии с западными епископами в 548 году по вопросу о Трёх главах и неоднократно отправлялся с посланиями к папе Вигилию, противнику императора в этом конфликте, в 551—553 годах. Пётр также упомянут в качестве участника Второго Константинопольского собора в мае 553 года.

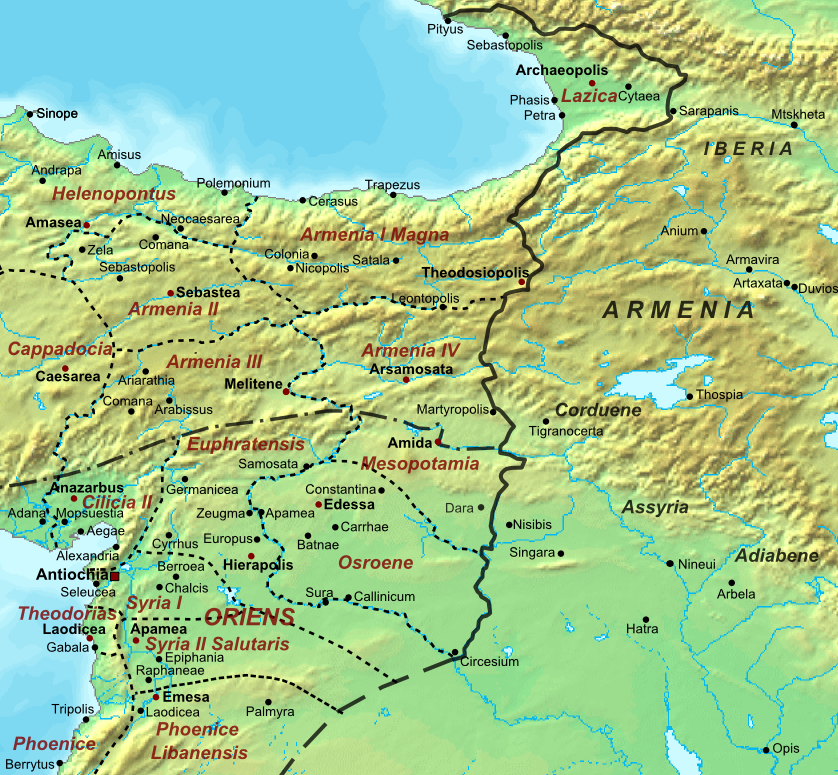
Римско-персидская граница в 561—562 годах

В 550 году он был отправлен Юстинианом вести мирные переговоры с Персией, а затем вновь в 561 году, когда он договаривался с персидским послом Изедхом Гушнапом в Даре об окончании Лазской войны. Достигнув соглашения об оставлении персами Лазики и установлении границы в Армении, послы заключили пятидесятилетний мир между двумя империями и их союзниками. И хотя этот мир оказался для Византии скорее бесславным, чем почётным, поскольку требования вернуть некоторые области Кавказа, в частности Сванетию, не были выполнены, всё же он дал империи важную и крайне необходимую передышку, в чём была и заслуга Петра. Ежегодные римские выплаты Персии возобновились, но их объём уменьшился с 500 до 420 фунтов золота. Прочие положения договора касались межграничной торговли, которая была ограничена двумя городами — Нисибисом и Дарой, возвращения беженцев и защиты религиозных меньшинств (христиан в Персии и зороастрийцев в Византии). В обмен на признание персами существования Дары, чьё появление вызвало непродолжительную войну, византийцы согласились ограничить свой гарнизон здесь и переместить из него резиденцию военного магистра Востока. Поскольку продолжали сохраняться разногласия относительно двух приграничных областей, Суании и Амброзы, весной 562 года Пётр отправился в Персию для переговоров непосредственно с шахом, Хосровом I, однако безрезультатно. После возвращения в Константинополь он вскоре умер после марта 565 года.
Его сын Феодор по прозвищу Kondocheres или Zetonoumios наследовал ему в качестве магистра оффиций в 566 году после краткого периода, когда эту должность занимал квестор священного дворца Анастасий. Он оставил этот пост до 576 года, назначенный комитом священных щедрот; в тот же год он отправился с безрезультатной миссией завершить войну на Кавказе.

## Личность и оценки современников
Как один из виднейших деятелей своего времени, Пётр был противоречивой фигурой, удостоившейся различных оценок своих современников. Для Иоанна Лида, чиновника среднего уровня в преторианской префектуре Востока, Пётр был «муж во всех отношениях превосходный и надёжный наставник во всеобщей истории». Прокопий также отмечает его приятные манеры и неконфликтность, однако в то же время обвиняет его в «обкрадывании схолариев» и в том, что он «наибольший среди всех людей вор, преисполненный гнусной алчности», ответственный при этом за смерть Амаласунты. Вероятно, Пётр действительно был богат, так как известно, что ему принадлежал остров Аконитида, на котором добывали оселки.
С самого начала своей карьеры Пётр высоко оценивался за свою начитанность, страсть к чтению и дискуссии с учёными. Как оратор он был красноречив и убедителен; Прокопий называет его «человеком выдающегося ума, мягкого характера и обладающим даром убеждения», а Кассиодор, который наблюдал его посольство при остготском дворе, также характеризует его как лат. vir eloquentissimus и лат. disertissimus («наикрасноречивейший») и как лат. sapientissimus («мудрейший»). С другой стороны, историк конца VI века Менандр Протектор, ссылающийся на труды Петра в своей истории, обвиняет его в хвастовстве и переписывании записей с целью повысить свою значимость и успешность своих переговоров с персами.
Возможно, Пётр был христианином. Такой вывод был сделан кардиналом А. Маем в связи с сообщением о том, что Пётр задержался на персидской границе по случаю праздников Рождества Христова и Богоявления, а также в связи с его участием в переговорах с папой по религиозным вопросам.

## Труды
Когда бы между людьми господствовала правда, не нужны были бы ни ораторы, ни точное знание законов, ни совещания, ни искусство красноречия, ибо мы прилеплялись бы по собственному побуждению к общеполезным делам. Но так как все люди думают, что справедливость на их стороне, то нам и необходимо обаяние слова. Для того мы и собираем совещания, где каждый из нас искусством слова желает убедить другого, что он прав.
Пётр написал несколько книг, все из которых дошли до нашего времени во фрагментах. Об одной из них сообщает византийская энциклопедия X века Суда, называя её «Исторические события» (др.-греч. Ιστορίαι). Судя по всему, она была посвящёна истории первых трёх столетий Римской империи, от смерти Юлия Цезаря в 44 году до н. э. до смерти Констанция II в 361 году, — из неё сохранилось 17 фрагментов.
Ещё об одном произведении, «О гражданском устройстве» (др.-греч. Περί πολιτικής καταστάσεως), также известно из Суды. Вероятно, это та история должности магистра оффиций от её учреждения при Константине Великом до правления Юстиниана, включающая список магистров и описания различных имперских церемоний, о которой упоминал Иоанн Лид. Считается, что сведения из этой книги вошли в главы с 84 по 95 первого тома сборника X века «О церемониях» Константина Багрянородного. Из этой или, возможно, другой книги Петра, содержащей отчёт о дипломатических миссиях в Персию в 561—562 годах, Менандром Протектором был взят рассказ о переговорах Петра с Хосровом. Менандр упрекает его за простонародность речи и говорит, что, приводя эти переговоры, он изменил речь Петра на аттическую.
До недавнего времени Петру также приписывалось авторство состоящего из шести книг трактата «О политической науке», в котором обсуждаются вопросы политической теории, обширно проиллюстрированные классическими текстами, такими как «Государство» Платона и «О государстве» Цицерона. Это произведение также сохранилось не полностью.
Пётр был первым римским/византийским автором, писавшим об императорских церемониях, став родоначальником традиции, сохранившейся до XIV века. Его исторические записи также являются важным историческим источником; в частности, только там сохранилась информация о переговорах и условиях Нисибисского мирного договора с Персией 298 года.
Информацию из произведений Петра Патрикия заимствовал для своей всемирной хроники историк VII века Иоанн Антиохийский.

### Первичные источники
- Византийские историки / пер. С. Дестуниса. — СПб., 1860.
- Прокопий Кесарийский. Война с готами. О постройках. — М.: Арктос — Вика-пресс, 1996. — (Памятники мировой истории и культуры).

### Исследования
на английском языке
- Antonopoulos P. T. Petrus Patricius. Some Aspects of his Life and Career // Vavřínek V. From late antiquity to early Byzantium: proceedings of the Byzantinological Symposium in the 16th International Eirene Conference. — Prague, 1985. — С. 49—53.
- Bell P. N. Three Political Voices from the Age of Justinian: Agapetus, 'Advice to the Emperor' ; Dialogue on Political Science ; Paul the Silentiary, 'Description of Hagia Sophia'. — Liverpool University Press, 2009. — 249 p. — ISBN 978-1-84631-209-0.
- Bury J. B. History of the Later Roman Empire. — Macmillan & Co., Ltd., 1923. — Т. II.
- Winter B., Dignas E. Rome and Persia in late antiquity: neighbours and rivals. — Cambridge University Press, 2007. — ISBN 978-0521849258.
- Evans J. A. S. The age of Justinian: the circumstances of imperial power. — Routledge, 1996. — ISBN 9780415022095.
- The Oxford Dictionary of Byzantium :  [англ.] : in 3 vol. / ed. by Dr. Alexander Kazhdan. — New York ; Oxford : Oxford University Press, 1991. — 2232 p. — ISBN 0-19-504652-8.
- Lee A. D. Information and frontiers: Roman foreign relations in late antiquity. — Cambridge University Press, 1993. — ISBN 978-0-521392563.
- The Cambridge Companion to the Age of Justinian / Maas M.. — Cambridge University Press, 2005. — ISBN 978-0521520713.
- Martindale J. R. Prosopography of the Later Roman Empire (англ.). —  [2001 reprint]. — Cambridge: Cambridge University Press, 1992. — Vol. III (b): A.D. 527–641. — ISBN 0-521-20160-8.

на русском языке
- Удальцова З. В. Италия и Византия в VI веке. — М.: Издательство АН СССР, 1959. — 542 с. — 1700 экз.
- Удальцова З. В. Развитие исторической мысли // Культура Византии. IV — начало VII в.. — М.: Наука, 1984.
- Удальцова З. В. Дипломатия ранней Византии в изображении современников // Культура Византии. IV — начало VII в.. — М.: Наука, 1984a.